# 王砚蒙
王砚蒙（1979年10月—），云南蒙自人，女性，傣族，中华人民共和国政治人物，中国共产党党员，第十三届全国人民代表大会云南省代表。
王砚蒙现任昆明医科大学人文与管理学院副教授，是文山壮族苗族自治州第一批傣族大学生。2018年1月，当选第十三届全国人民代表大会代表。2018年3月，当选第十三届全国人民代表大会常务委员会委员、全国人民代表大会民族委员会委员。